# Capishca

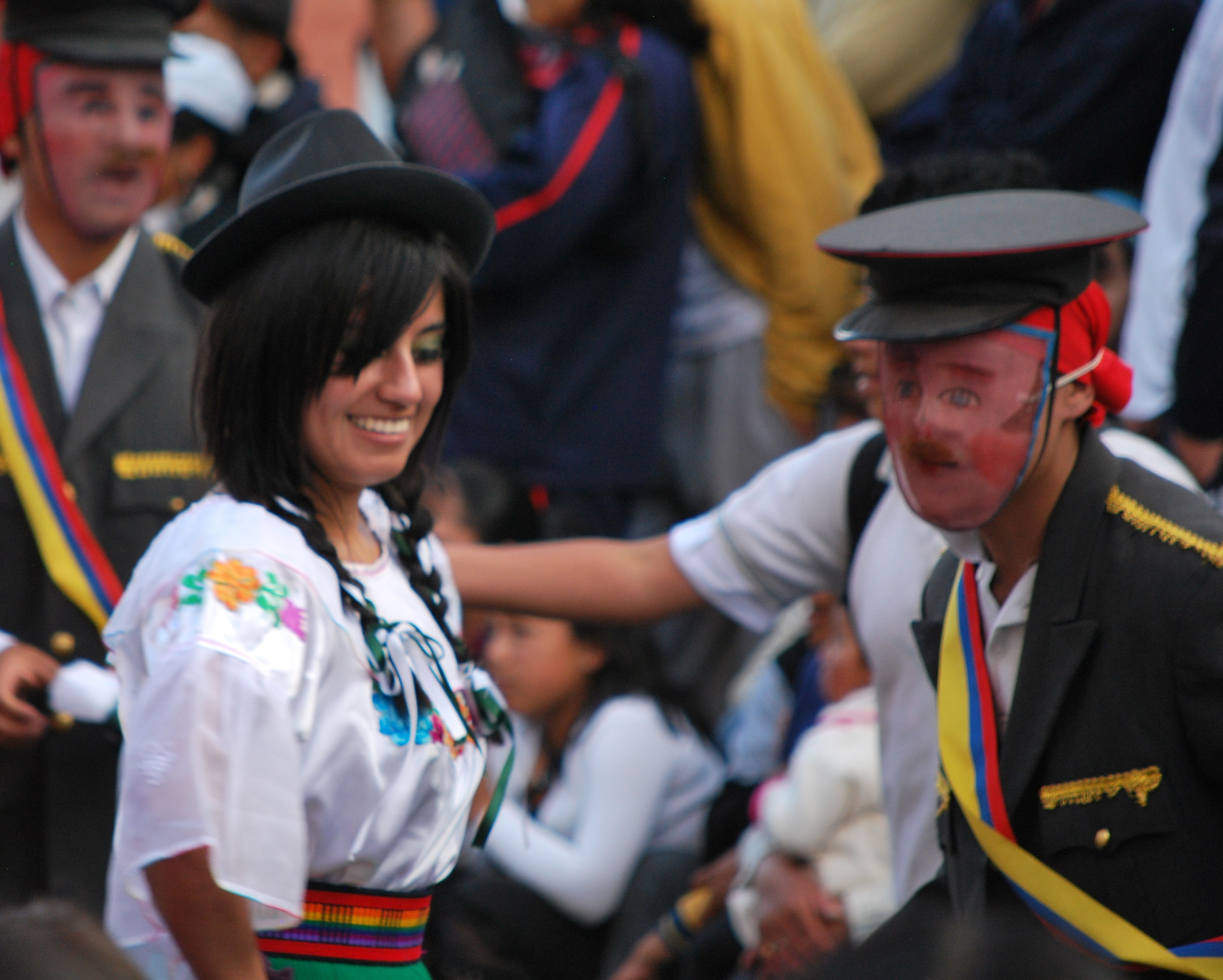
Danse typique de la Sierra, en Equateur

Le capishca est un genre de musique andine, qui se danse et s'écoute en Équateur, dans les provinces de Chimborazo et Azuay.

## Caractéristiques
Le mot capishca a pour étymologie le verbe quechua capina qui signifie exprimer. Son rythme est gai et sa tonalité est mineure. Cette musique est semblable à l'albazo. Certains morceaux, en binaire, sont composés en 6/8 et de tonalité mineure (comme l'albazo). D'autres sont ternaires, en 3/4.